# Bipak
Bipak (bipack) je ve filmové technice dvojice filmových pásů, přiložená při snímání těsně k sobě. Používá se pro vytváření trikových záběrů (například putující maska). Po několik desetiletí - až do 50. let 20. století byl bipak také důležitou součástí mnoha systémů snímání barevného filmu (Technicolor Process 4).

## Bipak jako barevná technika

### Dvoubarevná technika

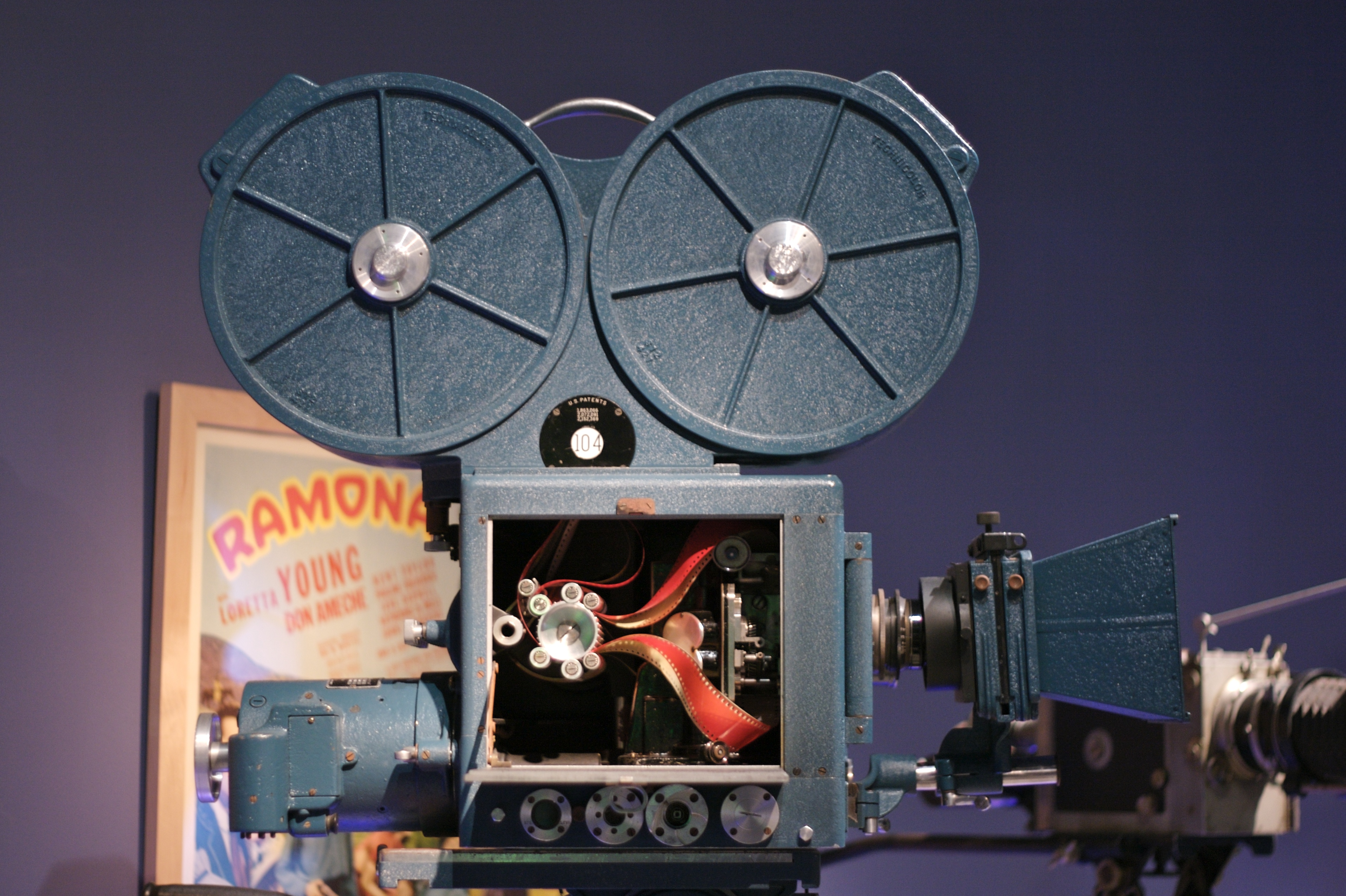
Kamera Technicolor pro snímání na tři filmové pásy, z nich dva jsou v bipaku

První pokusy o barevné filmy byly limitovány neexistencí vhodných barevných materiálů. Jedním z řešení bylo využití dvoubarevné techniky. Proti v současnosti používaným tříbarevným systémům se sice jednalo o chudší škálu barev, ale proti soudobým černobílým filmům se jednalo o krok vpřed.
Do kamery byla vkládána dvojice filmů - panchromatického a ortochromatického - které byly přiloženy k sobě a snímání probíhalo zároveň na obě vrstvy. Mezi nimi mohla být vložena ještě vrstva s barevným filtrem. Po expozici byly pásy samostatně vyvolány a byl z nich vyroben pozitiv. Pozitiv z každého pásu byl barevně tónován (modrozeleně a oranžově). Výsledný pozitiv pak byl buď slepen z dvojice filmových pásů, nebo vznikl rozdílným zpracováním vrstev na obou stranách filmu.

### Tříbarevná technika
Bipak byl po dlouhou dobu také součástí technologie tříbarevného obrazu. Rozšířený byl především systém Technicolor Process 4, který snímal filmy na trojici černobílých filmů, z niž dva byly složeny do bipaku. Kopie filmu byly ale distribuovány už na jediném filmu s tříbarevnou vrstvou.

## Bipak jako triková technika
Využití bipaku slouží ke kombinaci trikových či dokreslovaných scén s živou akcí. 
Nejprve je vytvořena předloha a vzniklý vyvolaný filmový materiál je vložen do kamery kontaktně s neexponovaným filmem. Při snímání prochází světlo z objektivu přes film s předlohou na citlivou vrstvu neexponovaného pásu, kde se obrazy sečtou. 
Podobné je využití pro techniku putující masky. U ní je použita dvojice filmů, z nichž jeden je citlivý na konkrétní barevný odstín. Ten po vyvolání slouží jako maska pro skládání se záběry pořízenými jinde.

V současnosti jsou ale bipakové triky vytlačovány digitálními technologiemi.